# Hervé Ryssen
Pour les articles homonymes, voir Ryssen.
Hervé Ryssen, de son vrai nom Hervé Lalin, né le 10 avril 1967 à Bondy, est un essayiste et militant nationaliste et négationniste, français, proche des milieux de l'extrême droite radicale,. Il se présente comme « raciste », « antijuif et antisémite ». Ses publications et ses déclarations font l'objet de nombreuses plaintes, et il a été condamné à plusieurs reprises pour ses propos antisémites, jusqu'à se voir infliger en septembre 2020 une peine de prison ferme.

## Biographie
Hervé Lalin, dit Ryssen, voit le jour le 10 avril 1967 à Bondy, en France.
Il a obtenu une maîtrise en histoire à l'université Paris-Est-Créteil-Val-de-Marne en 1991, et a consacré son mémoire de fin d'études à la guerre d'Espagne. Il a été professeur d'histoire pendant cinq ans dans l'Éducation nationale et s'en est fait exclure par un inspecteur académique [pourquoi ?].
Il serait à l'origine un militant anarchiste, et aurait fait partie de l'Organisation communiste libertaire (OCL). Il quitte cette organisation en 1992, rejoignant le Front national dans les années 1990, avant de passer dans les rangs du Mouvement national républicain (MNR) de Bruno Mégret.
Il est durant un temps l'un des responsables d'Unité radicale. Après la dissolution de cette organisation, il écrit dans Vox NR et Réfléchir et agir.
Le 16 septembre 2002, il entarte le père Bernard Berger, curé de la basilique Saint-Denis qui a accueilli des étrangers en situation irrégulière. L'entartage est revendiqué par un commando baptisé « Unité amicale », qui distribua pour l'occasion un tract intitulé « L'extrême droite, c'est hyper-cool ». L'action est revendiquée sur le site d'extrême droite SOS Racaille, qui publie une photo de l'entartage et reproduit le tract. Cette action lui apporte une forte médiatisation dans les milieux nationalistes, notamment sur Radio Courtoisie. Il sera condamné à une peine de prison avec sursis.
À la fin des années 2000, il se rapproche de Kémi Séba, leader de la Tribu Ka puis du Mouvement des damnés de l'impérialisme.
En 2010, une affaire d'affiches antisémites placardées dans près de quarante sites à Paris et en province fait ressortir une fois encore le nom d'Hervé Ryssen dans les journaux au motif que les affiches reprenaient la couverture, d'un de ses livres écrit en 2008 et que son site Internet proposait de vendre lesdites affiches. Cette campagne d'affiches antisémites s'est également poursuivie à Genève. En 2011, il semble que ces affiches soient de nouveau placardées dans le département de l'Aisne et dans l'est de la Somme.
En 2010, Hervé Ryssen cosigne avec un certain Salomon Cohen une brochure intitulée Cinéma sans frontières, distribuée dans certains lieux parisiens, et qui dénonce le « cinéma cosmopolite ».
De 2005 à 2015, il écrit de nombreux livres sur le judaïsme, l'eschatologie et le racisme antiblanc. En 2015, il réalise le documentaire Satan à Hollywood. Depuis le milieu des années 2000, il tient aussi un blog qui fait l'objet de nombreuses condamnations. Son ouvrage Le Racisme antiblanc – Assassins d'hommes blancs (éditions Baskerville) est un succès de librairie.
En novembre 2018, il participe au mouvement des Gilets jaunes sur l’avenue des Champs-Élysées à Paris sous le slogan « contre les prédateurs mondialistes ». À cette occasion, sa photo prise pendant l'« Acte III » est en couverture de Paris Match.
Le 22 octobre 2018, il rend hommage à Robert Faurisson mort le même jour et déclare dans un message déposé sur Twitter qu'il « est un des quelques rares noms français de notre époque dont on parlera encore dans deux cents ans ».
Le 6 octobre 2019, pendant la manifestation anti-PMA se tenant à Paris, au sein d'un groupuscule d'extrême droite, il agresse publiquement avec Yvan Benedetti des journalistes de l'émission télévisée Quotidien et participe à la dégradation de leur matériel,.
Le 18 septembre 2020, il est incarcéré en conséquence de ses condamnations pour propos antisémites,.
En 2021, dans la revue du parti Civitas, il signe un article dans lequel il argumente en faveur de la candidature d'Éric Zemmour à l'élection présidentielle de 2022.

## Théories
À partir de 2005, Hervé Ryssen se fait connaître des milieux d'extrême droite par la publication de plusieurs ouvrages. Dans le premier, Les Espérances planétariennes, il argumente une prétendue homogénéité des intellectuels juifs et les prétendus soubassements religieux du discours mondialiste (qu'il nomme « planétarien »). La « paix » sur Terre est la condition sine qua non à l'arrivée du Messie,, dont le métissage et le communisme seraient les deux facettes.
Dans son livre Psychanalyse du judaïsme, Hervé Ryssen établit un parallèle entre le judaïsme et la pathologie hystérique, relevant - selon lui - des tendances à l'histrionisme, à la dépression, à l'angoisse permanente, à la paranoïa, à l'introspection, à l'égocentrisme, à l'amnésie, à la manipulation, à la mythomanie, à l'ambivalence identitaire, aux délires prophétiques, à l'inceste et à l’ambiguïté sexuelle.

## Condamnations
En 2004, Hervé Ryssen est condamné à quatre mois de prison avec sursis pour l'entartage du curé de la basilique Saint-Denis,.
En 2007, il met en ligne sur son blog un article consacré à Michel Tubiana, président de la Ligue des droits de l'Homme, auquel il attribue l'« esprit corrosif du judaïsme ». Il est condamné, pour cet écrit, à 7 500 € d'amende en février 2009 (jugement confirmé en janvier 2010). Également en 2009, des tracts antisémites ont été déposés dans les boîtes aux lettres des habitants de la ville d'Arras. Ces tracts, non signés, intitulés « Ce que veulent les juifs », renvoyaient à la lecture de livres d'Hervé Ryssen. Leur diffusion fera l'objet d'une enquête de la Direction centrale du renseignement intérieur (DCRI). La Ligue des droits de l'Homme s'étant portée partie civile, Hervé Ryssen a été condamné à une amende en octobre 2009.
En février 2012, il est condamné à 5 000 € d'amende pour avoir publié, dans le journal Rivarol, un article dans lequel il affirmait que les Juifs avaient une propension particulière à l'inceste.
En octobre de la même année, Hervé Ryssen a été condamné à 6 000 € d'amende par le tribunal correctionnel de Paris pour avoir proféré sur son blog, en octobre 2011, des injures homophobes à l'encontre du maire de Paris Bertrand Delanoë,.
Toujours en octobre 2012, Hervé Ryssen est condamné à quinze jours de prison avec sursis pour un entretien à Rivarol, en janvier 2011, et à 1 000 € d'amende pour un article paru dans ce même journal, en mars 2011.
En novembre 2013, il est condamné à trois mois de prison ferme, un euro symbolique de dommages et intérêts ainsi qu'à payer 1 000 € au titre des frais de justice, pour avoir menacé de mort Bertrand Delanoë.
En 2015, il est de nouveau condamné à trois mois de prison ferme pour « diffamation contre un groupe de personnes en raison de leur appartenance à une race déterminée, et incitation à la haine raciale », à la suite de la publication de son livre Les Milliards d'Israël.
En mars 2016, il est condamné à deux mois de prison ferme, à verser 1 000 € de dommages et intérêts et 1 500 € au titre des frais de justice à la LICRA, les mêmes sommes à SOS Racisme, pour deux tweets, l'un qui accusaient les Juifs « d'innombrables crimes » et l'autre d'être « les premiers responsables dans le massacre de trente millions de chrétiens en URSS entre 1917 et 1947, ». Le 7 septembre 2016, il est condamné à un an ferme ainsi qu'à verser 1 500 € de dommages et intérêts et mille euros au titre des frais de justice, à chacune des trois associations antiracistes qui s'étaient portées partie civile, pour quatre tweets et trois messages sur sa page Facebook, « qui exploitent l'un des thèmes antisémites les plus éculés, à savoir leur omniprésence [celle, supposée, des Juifs] dans l'économie et les médias » et leur imputent, aussi, entre autres méfaits, « la responsabilité de la traite des Noirs, ». En raison de son absence au procès, il fait appel. Le 13 octobre 2017, la 17e chambre correctionnelle du tribunal de grande instance de Paris le condamne à une peine totale de onze mois de prison ferme pour les délits qui lui étaient reprochés,.
À la suite de la parution de son livre Comprendre le judaïsme, comprendre l'antisémitisme (avril 2012), SOS Racisme porte plainte avec constitution de partie civile, le 28 février 2013, visant huit passages de l'ouvrage. Initialement prévu le 9 octobre 2015, le procès est renvoyé au 10 novembre 2016. Le 15 décembre, Hervé Ryssen est relaxé pour un des huit passages poursuivis, et condamné pour les sept autres (trois au titre de l'injure raciale, un pour diffamation raciale et trois pour provocation à la haine raciale) à cinq mois de prison ferme. Le tribunal condamne également Hervé Ryssen à verser 1 000 € de dommages et intérêt et 3 000 € au titre des frais de justice à SOS Racisme, 1 000 € de dommages et intérêts et 2 000 € au titre des frais de justice à Ligue des droits de l'Homme et les mêmes sommes à la Ligue internationale contre le racisme et l'antisémitisme — la LDH et la LICRA s'étant portées parties civiles après la plainte de SOS Racisme,.
En juin 2018, il est condamné à un an de prison pour une vidéo antisémite.
Le 23 janvier 2019, il est condamné pour négationnisme après avoir publié, sur son compte Twitter, un montage photo qui « tourne en dérision la Solution finale et insinue que ce camp (celui d'Auschwitz) n'a pas été un lieu d'extermination ».
Le 18 septembre 2020, en exécution d'une série de peines prononcées entre 2017 et 2020, Hervé Ryssen est incarcéré pour dix-sept mois.
Le 2 décembre 2020, vingt mois de prison et 120 jours d'amende à cent euros sont requis contre lui, le procureur demandant d'alourdir la peine qui avait été précédemment prononcée en son absence (un an de prison). Il lui était reproché d'avoir, en octobre 2017, publié sur son compte Twitter deux séries de tweets, accusant les juifs d'êtres responsables de l'extermination de trente millions de chrétiens entre 1917 et 1947 en Russie, ainsi que de l'ensemble du trafic d'ecstasy mondial ; un photo-montage de l'affiche de La Vérité si je mens ! 3 sur lequel apparaissait le portail d'entrée d'Auschwitz.
Le 5 février 2021, le tribunal correctionnel de Paris le condamne à 3 200 euros d'amende pour « diffamation publique », « provocation publique à la haine en raison de l'origine, la race ou la religion » et « contestation de crime contre l’humanité »,.
Le 8 février 2022, il est condamné à vingt jours-amendes de cent euros pour une vidéo hostile aux Juifs, réalisée avec le prêtre intégriste Olivier Rioult et diffusée sur YouTube le 21 août 2019,.

## Publications

### Documentaires
- Satan à Hollywood (2015)
- Les juifs et l'inceste (2016)
- Les juifs, le communisme et la révolution russe de 1917 (2017)
- Les juifs et l'unification mondiale (2017)
- L'antisémitisme pour les nuls (2017)
- La séfarade connexion (2017)
- La mafia juive (2017)
- Pourquoi l'antisémitisme (2020).

### Brochures
- Israël et la traite des Blanches, Éditions Baskerville, Levallois-Perret, 2008, 30 p.,  (ISBN 978-2-9524559-1-6), (BNF 41236212)
- Hervé Ryssen et Salomon Cohen, Cinéma sans frontières : Comment le cinéma influence nos sociétés, Levallois-Perret, Éditions Baskerville, 2010, 48 p. (ISBN 978-2-9524559-4-7).

### Livres
- Les Espérances planétariennes, Levallois-Perret, éd. Baskerville, 2005, 430 p., 22 cm (ISBN 2-9524559-0-2, BNF 40037166)
- Psychanalyse du judaïsme, Levallois-Perret, éd. Baskerville, 2006, 397 p., 22 cm (ISBN 978-2-9524559-5-4, BNF 40187707)
- Le Fanatisme juif : Égalité - Droits de l'homme - Tolérance, Levallois-Perret, éd. Baskerville, 2007, 395 p., 22 cm (ISBN 978-2-9524559-1-6, BNF 41075206)
- La Mafia juive : Les Grands Prédateurs internationaux, Levallois-Perret, éd. Baskerville, 2008, 395 p., 22 cm (ISBN 978-2-9524559-2-3, BNF 41296945)  — traduit en anglais
- Le Miroir du judaïsme : L'Inversion accusatoire, Levallois-Perret, éd. Baskerville, 2009, 397 p., 22 cm (ISBN 978-2-9524559-7-8, BNF 41442426)
- Histoire de l'antisémitisme : vue par un goy et remise à l'endroit, Levallois-Perret, éd. Baskerville, 2010, 432 p., 22 cm (ISBN 978-2-9524559-3-0, BNF 42408430)
- Le Racisme antiblanc : Assassins d'hommes blancs - Tueurs, violeurs de femmes blanches, Levallois-Perret, éd. Baskerville, 2011, 320 p., non connu (ISBN 978-2-9524559-8-5)Notice bibliographique apparemment absente du Catalogue général de la Bibliothèque nationale de France.
- Comprendre le judaïsme, comprendre l'antisémitisme, Levallois-Perret, éd. Baskerville, 2012, 144 p., 15 cm (ISBN 979-10-91246-00-2, BNF 43613000)
- La Guerre eschatologique : La Fin des temps dans les grandes religions, Levallois-Perret, éd. Baskerville, 2013, 185 p., 22 cm (ISBN 979-10-91246-01-9, BNF 43613003)
- Les milliards d'Israël : Escrocs juifs & financiers internationaux, Levallois, éd. Baskerville, 2014, 330 p., 22 cm (ISBN 979-10-91246-02-6, BNF 43899584)
- Satan à Hollywood, éd. Baskerville, 2015
- L'Antisémitisme, sans complexe ni tabou : Plaidoyer pour la liberté d'expression, éd. Baskerville, 2018, 272 p..
- Le Coup de la loi, 2022